# شبگرد قهوه‌ای
شبگرد قهوه‌ای (نام علمی: Veles binotatus) نام یک گونه از تیره شبگردان است.